# Malanowski
Malanowski (forma żeńska: Malanowska, liczba mnoga: Malanowscy) – polskie nazwisko.
Według danych zawartych w internetowej wersji "Słownika nazwisk współcześnie w Polsce używanych" pod redakcją prof. Kazimierza Rymuta (wydanego w wersji tradycyjnej przez Instytut Języka Polskiego PAN w Krakowie) na początku lat 90. XX wieku nazwiskiem Malanowski posługiwało się 1897 osób żyjących, zarejestrowanych w bazie PESEL.
Osoby o nazwisku Malanowski
- Feliks Malanowski
- Franciszek Malanowski
- Jan Malanowski
- Mateusz Malanowski
- Wacław Malanowski

## Telewizja
Telewizja Polsat emituje od 2009 serial kryminalny Malanowski i Partnerzy z Bronisławem Cieślakiem, który gra detektywa Bronisława Malanowskiego.

## Spis Malanowskich na podst. województw (sprzed 1999 roku)
| Warszawa                   | 200 | województwo białostockie   | 13  | województwo bielskie       | 10  |
| województwo bydgoskie      | 33  | województwo ciechanowskie  | 107 | województwo częstochowskie | 9   |
| województwo elbląskie      | 44  | województwo gdańskie       | 49  | województwo gorzowskie     | 15  |
| województwo jeleniogórskie | 1   | województwo kaliskie       | 36  | województwo katowickie     | 63  |
| województwo kieleckie      | 26  | województwo konińskie      | 31  | województwo koszalińskie   | 12  |
| województwo krakowskie     | 9   | województwo legnickie      | 11  | województwo leszczyńskie   | 3   |
| województwo lubelskie      | 3   | województwo łomżyńskie     | 10  | województwo łódzkie        | 168 |
| województwo nowosądeckie   | 5   | województwo olsztyńskie    | 62  | województwo opolskie       | 9   |
| województwo ostrołęckie    | 22  | województwo pilskie        | 3   | województwo płockie        | 373 |
| województwo poznańskie     | 67  | województwo radomskie      | 9   | województwo siedleckie     | 3   |
| województwo sieradzkie     | 1   | województwo skierniewickie | 20  | województwo suwalskie      | 16  |
| województwo szczecińskie   | 60  | województwo tarnobrzeskie  | 4   | województwo toruńskie      | 185 |
| województwo wałbrzyskie    | 27  | województwo włocławskie    | 90  | województwo wrocławskie    | 54  |
| województwo zielonogórskie | 34  |                            |     |                            |     |